# Jennifer Blood
Jennifer Blood es una serie de cómics estadounidense creada por Garth Ennis (guion) y Adriano Batista (dibujo). Otros dibujantes habituales de la serie fueron Marcos Marz y Kewber Baal. 
Fue publicada en Estados Unidos por Dynamite Entertainment desde 2011 hasta 2014, y en España por Panini Comics.

## Sinopsis
Jennifer Blood, cuyo nombre real es Jennifer Fellows, es una mujer con una doble vida: esposa y madre por el día, implacable justiciera por la noche.
Garth Ennis aprovecha para socavar los clichés de la imagen de familia moralista.
Desde el número 7, el guionista Al Ewing se hace cargo del guion (de acuerdo con Ennis) trabajando en la moralidad del personaje y las implicaciones de sus actividades violentas en la vida familiar.

## Equipos artísticos
- Jennifer Blood #1 a 6
  - Guion: Garth Ennis
  - Dibujo: Adriano Batista, Marcos Marz y Kewber Baal.
  - Portadas: Tim Bradstreet, Jonathan Lau, Ale Garza, Johnny Desjardins.
- Jennifer Blood #7 a 20
  - Guion: Al Ewing
  - Dibujo: Kewber Baal
- Jennifer Blood Annual #1 (2012)
  - Guion: Al Ewing
  - Dibujo: Igor Vitorino
  - Portada: Sean Chen

## Publicación

### Estados Unidos
- Jennifer Blood, (febrero 2011-febrero 2014): números 1 a 36.
  - Jennifer Blood #1-6 (Garth Ennis)
    - Jennifer Blood #1 War Journal
    - Jennifer Blood #2 My Heart Will Go Se
    - Jennifer Blood #3 Born To Run
    - Jennifer Blood #4 Three Little Girls From School Are We
    - Jennifer Blood #5 Dogfight
    - Jennifer Blood #6 Just To Watch Him Die

  - Jennifer Blood #7-25 (Al Ewing)
  - Jennifer Blood #26-36 Michael Caroll
  - Jennifer Blood Annual #1 (Al Ewing)
- Miniseries
  - The Ninjettes #1-6, abril 2012 (Al Ewing)
  - Jennifer Blood First Blood #1-6, octubre 2012 (Mike Carroll)

### En España
Panini
1. Tomo 1: Jennifer Blood (2012) : Jennifer Blood #1-6
2. Tomo 2: Beautiful People (2013) : Jennifer Blood #7-12